# Ava Gardner
Ava Lavinia Gardner (24 tháng 12 năm 1922-25 tháng 1 năm 1990)là một nữ diễn viên người Mỹ gốc Ireland và gốc Anh, đã được đề cử nhận Giải Oscar và được ghi tên trong Danh sách 100 ngôi sao điện ảnh của Viện phim Mỹ.

## Thời niên thiếu
Gardner sinh ngày 24 tháng 12 năm 1922 trong vùng trang trại nhỏ ở Grabtown cũng gọi là Brogden, Quận Johnston, Bắc Carolina gần Smithfield, Bắc Carolina, và là con út trong số 7 anh chị em (2 anh trai Raymond và Melvin, cùng 4 chị gái Beatrice, Elsie Mae, Inez và Myra), thuộc gia đình nông dân nghèo trồng bông vải và thuốc lá. Mẹ là Molly, gốc người Ireland-Scotland-Anh, theo giáo phái Tin lành Báp-tít; còn cha là Jonas Bailey Gardner, một người Công giáo gốc Ireland và bộ tộc da đỏ Tuscarora. Khi các con còn nhỏ, gia đình Gardner bị mất sản nghiệp, buộc người cha Jonas Gardner phải làm việc trong một xưởng cưa và người mẹ Molly bắt đầu làm quản gia và nấu ăn tại nhà ở tập thể của các giáo viên gần trường Brogden.
Khi Ava Gardner lên 13 tuổi, gia đình quyết định tìm vận may tại thành phố lớn hơn, Newport News, Virginia, tại đây bà mẹ tìm được việc làm là quản lý một nhà trọ nấu cơm tháng cho các công nhân đóng tàu. Việc làm này không được lâu, và gia đình di chuyển tới khu ngoại ô Rock Ridge của thành phố Wilson, Bắc Carolina. Ở đây bà mẹ cũng làm quản lý cho một nhà trọ nấu cơm tháng khác. Cha của Gardner chết vì bệnh viêm cuống phổi năm 1938. Gardner và vài anh chị em học trường cao trung ở Rock Ridge. Cô tốt nghiệp năm 1939 và theo học các lớp thư ký tại trường Atlantic Christian College ở Wilson trong vòng một năm.
Khi 18 tuổi, Gardner trở thành cô gái có da ngăm đen với đôi mắt xanh đẹp tuyệt vời. Khi tới thăm người chị Beatrice ("Bappie") ở New York năm 1941, thì Larry Tarr, chồng của Beatrice, một thợ chụp ảnh chuyên nghiệp, đã đề nghị chụp chân dung của nàng. Anh ta rất hài lòng về các ảnh chân dung này và trưng bày ở cửa sổ đàng trước ở tiệm chụp hình của mình tại Đại lộ thứ Năm (Fifth Avenue).

## Sự nghiệp ban đầu

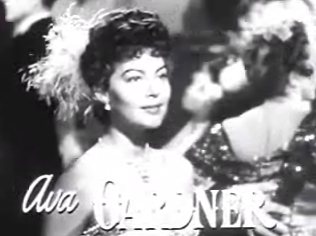
Ava Gardner trong phim My Forbidden Past (1951)

Năm 1941, một thư ký luật của rạp hát Loews Theatres, Barnard "Barney" Duhan, phát hiện hình của Gardner tại tiệm chụp hình của Tarr. Thời gian đó, Duhan thường giả bộ như một người săn tìm tài năng cho hãng phim MGM để gặp các cô gái, dùng sự kiện hãng MGM đã từng là công ty phụ của Loews. Duhan vào tiệm của Tarr tìm cách xin số của Gardner, nhưng bị nhân viên tiếp tân dứt khoát từ chối. Duhan bình luận ngay tức khắc: "Ai đó sẽ phải gửi thông tin của cô ta cho hãng MGM", và tiệm chụp hình của Tarr đã làm ngay việc đó. Ngay sau đó, Gardner - lúc đó là sinh viên của trường Atlantic Christian College - liền tới thành phố New York để được văn phòng của hãng MGM ở New York phỏng vấn. Cô được hãng MGM đề nghị một hợp đồng tiêu chuẩn, và bỏ trường để tới Hollywood năm 1941 cùng người chị Bappie đi kèm. Lệnh đầu tiên của hãng MGM là cho cô một thầy luyện giọng, vì giọng miền Carolina lè nhè của cô rất khó nghe hiểu.

## Đề cử giải Oscar

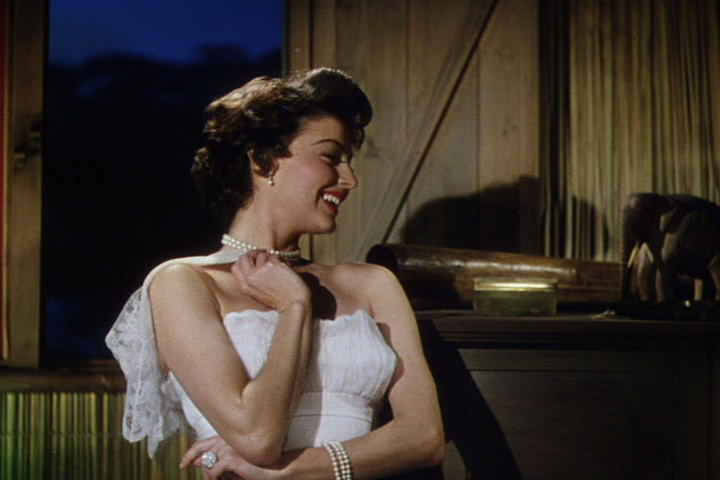
Ava Gadner trong phim Mogambo (1953)

Gardner được đề cử Giải Oscar cho vai diễn trong phim Mogambo (1953); tuy nhiên bị mất về tay Audrey Hepburn trong phim Roman Holiday. Nhiều người nghĩ rằng diễn xuất tinh tế của Gardner như một Maxine Faulk trong phim The Night of the Iguana (1964), trong đó cô ta không được đề cử. (tuy nhiên Grayson Hall, vai Judith Fellowes đau khổ vì bị kìm nén tình cảm, lại được đề cử giải Oscar thể loại diễn viên phụ xuất sắc nhất).
Các phim khác của Ava Gardner trong đó có The Hucksters (1947), Showboat (1951), The Snows of Kilimanjaro (1952), The Barefoot Contessa (1954) (mà một số người coi như phim tiêu biểu của Gardner, trong đó phản ánh tục lệ đi chân trần trong đời sống thực của nàng), Bhowani Junction (1956), The Sun Also Rises trong đó nàng đóng vai cô gái chỉ thích ăn chơi Brett Ashley, 1957), và phiên bản phim của quyển sách bán chạy nhất On the Beach của Neville Shute, cùng đóng vai chính với Gregory Peck.

## Tuổi trung niên

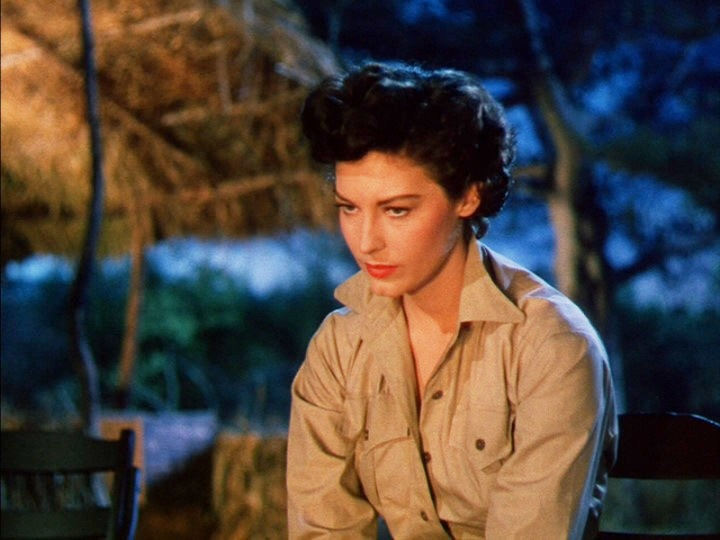
Ava Gadner trong phim The Snows of Kilimandjaro (1952)

Năm 1966, trong thời gian ngắn Gardner theo đuổi vai Mrs. Robinson trong phim The Graduate (1967) của Mike Nichols. Theo như thuật lại, Gardner đã gọi điện thoại cho Nichols và bảo: "Tôi muốn gặp anh! Tôi muốn nói về chuyện (phim) Graduate!". Nichols không hề có ý định nghiêm túc cho Gardner đóng vai đó, nhưng đã tới khách sạn thăm nàng, sau đó ông ta kể lại rằng "Cô ấy ngồi bên một bàn giấy nhỏ kiểu Pháp với chiếc điện thoại, lật kiếm từng cliché ngôi sao điện ảnh, và nói: 'Được, chúng ta hãy nói về phim của anh. Trước hết, tôi không cởi quần áo ra cho ai đâu.'"
Gardner di chuyển sang London, Anh năm 1968 để được giải phẫu cắt bỏ một phần tử cung (hysterectomy) để giảm các đau đớn do việc co thắt của bệnh ung thư dạ con, căn bệnh đã giết chết người mẹ. Năm đó Gardner đã diễn xuất thành công trong phim Mayerling mà một số người cho là một trong số phim hay nhất của bà, trong đó bà đóng vai hoàng hậu Áo Elisabeth, đối diện với James Mason trong vai hoàng đế Franz Joseph. Bà cũng xuất hiện trên nhiều phim thảm họa trong suốt thập niên 1970, đặc biệt là phim Earthquake (1974), The Cassandra Crossing (1976), và phim Canada City on Fire (1979). Phim cuối cùng của bà trước khi về hưu và sau đó từ trần là phim Regina Roma (1982).

## Hôn nhân & Quan hệ tình ái

### Mickey Rooney
Ngay sau khi tới Los Angeles, Gardner gặp nam diễn viên hợp đồng của hãng MGM là Mickey Rooney; họ kết hôn ngày 10.1.1942 ở Ballard, California, lúc đó Gardner 19 tuổi. Gardner đã đóng nhiều phim trước năm 1946, nhưng phải tới khi đóng vai chính cùng với nam diễn viên Burt Lancaster trong phim The Killers, thì Gardner mới trở thành ngôi sao điện ảnh và là biểu tượng sex. (Rooney và Gardner ly dị năm 1943, chủ yếu do Rooney không chịu từ bỏ lối sống nhậu nhẹt tiệc tùng với bạn bè). Sau này Rooney nói hào hứng về việc trình diễn trên giường của Gardner, tuy nhiên khi nghe điều đó Gardner đã trả đũa "Vâng, anh yêu, anh ta có thể hưởng thụ tình dục, nhưng có trời biết đấy là em không thể." Đã một lần bà nêu đặc tính cuộc hôn nhân của họ là "Love Finds Andy Hardy".

### Artie Shaw
Cuộc hôn nhân thứ hai của Gardner là với nhạc sĩ trưởng ban nhạc jazz Artie Shaw, từ năm 1945 tới 1946.

### Frank Sinatra
Cuộc hôn nhân thứ ba và cuối cùng của Gardner là với ca sĩ kiêm diễn viên Frank Sinatra (1951-1957). Sau này bà viết trong tự truyện của mình rằng trong số các người đàn ông mà mình quan hệ, thì anh ta là tình yêu trong cuộc đời của mình. Sinatra bỏ vợ, Nancy, để kết hôn với Ava và rồi cuộc hôn nhân của họ trở thành mục tin quan trọng hàng đầu. Sinatra bị hai nhà báo phụ trách mục ngồi lê đôi mách Hedda Hopper và Louella Parsons, giới quyền thế Hollywood, giáo hội Công giáo, cùng các người hâm mộ đả kích dữ dội vì đã bỏ người vợ tốt để theo một người đàn bà cực kỳ quyến rũ kỳ lạ. Cuộc hôn nhân với Sinatra là mãnh liệt, bão táp và ghen tuông, được cho là đã khiến cho Sinatra tìm cách tự tử ít nhất một lần, cùng nhiều vụ ly thân.
Gardner đã dùng ảnh hưởng lớn lao của mình đưa Sinatra vào vai diễn trong phim From Here to Eternity (1953), do đó Sinatra đã đoạt một giải Oscar cho nam diễn viên phụ xuất sắc nhất. Vai diễn này cùng với giải Oscar nói trên đã lại tiếp sinh khí cho cả hai sự nghiệp ca sĩ và diễn viên của Sinatra. Gardner nói về quan hệ hôn nhân với Sinatra: "Chúng tôi rất tuyệt ở trên giường. Thông thường thì chuyện khó chịu bắt đầu khi trên đường tới bô vệ sinh." (Lời trích dẫn này đã gợi cảm hứng cho bài hát "Frank and Ava" của Suzanne Vega.) Gardner đã mang thai trong cuộc hôn nhân này, nhưng do tính thất thường của cuộc hôn nhân nên bà đã phá thai. Bà luôn mong muốn có con, nhưng sau đó mấy năm đã nói: "Chúng tôi còn không chăm sóc được chính bản thân chúng tôi thì làm sao có thể chăm sóc một đứa con?" Gardner và Sinatra vẫn giữ được tình bạn suốt đời.

### Howard Hughes
Gardner bắt đầu hò hẹn với phi công tỷ phú Howard Hughes khoảng giữa thập niên1940, một quan hệ tình ái kéo dài tới thập niên 1950.

### Luis Miguel Dominguín
Gardner ly dị Sinatra năm 1957 và sang Tây Ban Nha, nơi mà tình bạn với nhà văn nổi tiếng Ernest Hemingway đã dẫn tới việc bà trở thành người hâm mộ các tay đấu bò tót như Luis Miguel Dominguín, và trở thành người yêu của anh ta.

## Cuối đời
Do hút thuốc nhiều và lâu, Gardner bị bệnh khí thũng (emphysema), ngoài ra còn bị rối loạn hệ miễn nhiễm tự động (autoimmune) (có thể đã dẫn tới bệnh lupus). Sau 2 cơn đột quỵ năm 1986, khiến cho bà bị liệt từng phần và nằm liệt giường, Frank Sinatra trả chi phí thuốc thang cho bà (50.000$). Những lời cuối cùng của bà (với bà quản gia Carmen) trước khi qua đời vì bệnh viêm phổi ở tuổi 67, là: "Tôi mệt quá". Sau khi bà qua đời, một trong số con gái của Frank Sinatra tìm thấy cha mình sụp xuống trong phòng riêng, kêu gào, và không thể nói nên lời. Gardner không chỉ là tình yêu suốt đời, nhưng còn là nguồn cảm hứng cho một trong các ca khúc riêng tư của ông ta, "I'm a Fool to Want You", trong đó Sinatra (có tên đồng tác giả bài hát) đã được thâu vào đĩa 2 lần, vào khoảng lúc kết thúc hợp đồng với hãng đĩa Columbia Records và trong các năm ông ta làm việc ở hãng Capitol Records. Theo như tin tường thuật thì có một xe limousine màu đen đơn độc đậu sau đám đông khoảng 500 người dự đám tang của Ava. Không ai ra khỏi xe này, nhưng dường như người đưa đám giấu tên đó đúng là Frank Sinatra. Một vòng hoa nơi mộ của Gardner với dòng chữ đơn giản: "With My Love, Francis".

## Nơi mai táng
Gardner được mai táng tại Sunset Memorial Park, Smithfield, Bắc Carolina, bên cạnh các anh em và cha mẹ, Jonah (1878-1938) & Mollie Gardner (1883-1943). Ngày nay thành phố Smithfield có nhà bảo tàng Ava Gardner.

## Các mô tả chân dung trên phim
Gardner đã được mô tả chân dung trên phim bởi Marcia Gay Harden trong loạt phim ngắn truyền hình Sinatra, Deborah Kara Unger trong  The Rat Pack của HBO, và Kate Beckinsale trong phim tiểu sử The Aviator (2004) của Howard Hughes.

## Danh mục phim
- Shadow of the Thin Man (1941)
- H. M. Pulham, Esq. (1941)
- Babes on Broadway (1941)
- Joe Smith, American (1942)
- This Time for Keeps (1942)
- Kid Glove Killer (1942)
- Sunday Punch (1942)
- Calling Dr. Gillespie (1942)
- Reunion in France (1942)
- Hitler's Madman (1943)
- Ghosts on the Loose (1943)
- Young Ideas (1943)
- DuBarry Was a Lady (1943)
- Swing Fever (1943)
- Lost Angel (1943)
- Two Girls and a Sailor (1944)
- Three Men in White (1944)
- Maisie Goes to Reno (1944)
- Blonde Fever (1944)
- She Went to the Races (1945)
- Whistle Stop (1946)
- The Killers (1946)
- Singapore (1947)
- The Hucksters (1947)
- One Touch of Venus (1948)
- The Bribe (1949)
- The Great Sinner (1949)
- East Side, West Side (1949)
- Pandora and the Flying Dutchman (1951)
- My Forbidden Past (1951)
- Show Boat (1951)
- Lone Star (1952)
- The Snows of Kilimanjaro (1952)
- Ride, Vaquero! (1953)
- The Band Wagon (1953) (Cameo)
- Mogambo (1953)
- Knights of the Round Table (1954)
- The Barefoot Contessa (1954)
- Bhowani Junction (1956)
- The Little Hut (1957)
- The Sun Also Rises (1957)
- The Naked Maja (1958)
- On the Beach (1959)
- The Angel Wore Red (1960)
- 55 Days at Peking (1963)
- Seven Days in May (1964)
- The Night of the Iguana (1964)
- The Bible: In the Beginning (1966)
- Mayerling (1968)
- Tam-Lin (1970)
- The Life and Times of Judge Roy Bean (1972)
- Earthquake (1974)
- Permission to Kill (1975)
- The Blue Bird (1976)
- The Cassandra Crossing (1976)
- The Sentinel (1977)
- City on Fire (1979)
- The Kidnapping of the President (1980)
- Priest of Love (1981)
- Regina Roma (1982)

### Phim ngắn
- Fancy Answers (1941)
- We Do It Because (1942)
- Mighty Lak a Goat (1942)
- Some of the Best (1949)
- On the Trail of the Iguana (1964)
- Vienna: The Years Remembered (1968)